# 罗特莱本
罗特莱本（德語：Rottleben，發音：[ˈʁɔtˌleːbn̩]）是德国图林根州基夫霍伊瑟县曾经的一个市镇，面积9.15平方千米，2011年12月31日人口为630人。2012年12月31日，罗特莱本与另外7个市镇合并为新市镇基夫霍伊瑟兰。